# ゾフィア・レグニツカ
ゾフィア・レグニツカ（ポーランド語：Zofia Legnicka, 1525年 - 1546年2月6日）またはゾフィア・フォン・リーグニッツ（ドイツ語：Sophia von Liegnitz）は、後にブランデンブルク選帝侯となるヨハン・ゲオルクの妃。ヨハン・ゲオルクが選帝侯になる前に死去した。

## 生涯
ゾフィアはレグニツァ公フリデリク2世とゾフィー・フォン・ブランデンブルク＝アンスバッハ（ブランデンブルク＝アンスバッハ辺境伯フリードリヒ2世の娘）の間の娘である。
プロテスタントとして育てられたゾフィアは、1545年2月15日に後にブランデンブルク選帝侯となるヨハン・ゲオルクと結婚した。ゾフィアは息子ヨアヒム・フリードリヒを産んで数日後に死去した。ヨアヒム・フリードリヒは後に父親の跡を継いでブランデンブルク選帝侯となった。